# Czworokątny szaniec

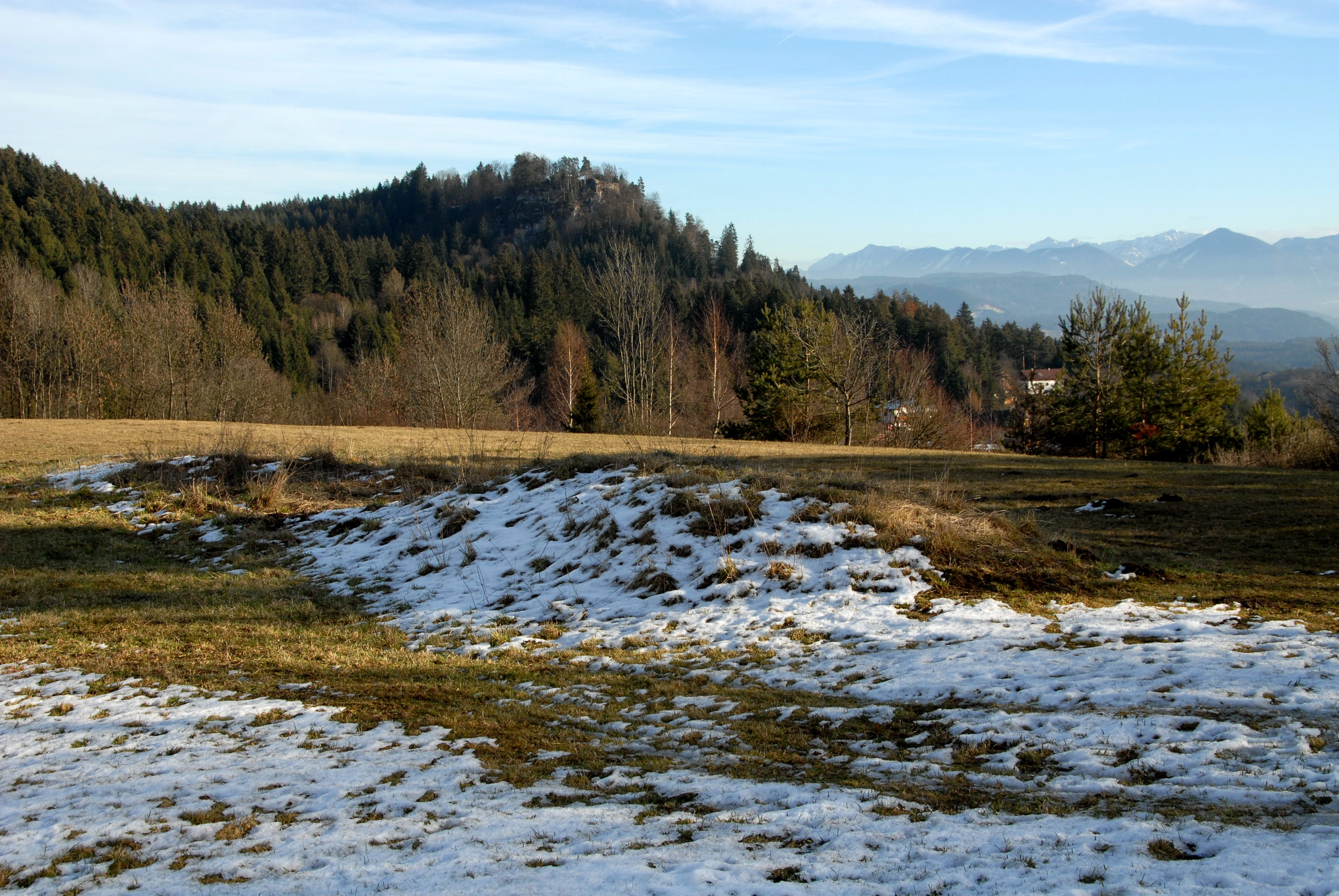
Pozostałości szańca w Wernbergu (Austria)

Czworokątny szaniec (niem. Viereckschanze) – miejsce kultu z obszaru Europy zachodniej i środkowej, z okresu kultury lateńskiej (datowane na II w. p.n.e.-I w. p.n.e.), przypisywane Celtom.
Nazwa pochodzi od morfologii obiektów, przypominających prostokątny szaniec obronny. Składają się one z płaskiego lub lekko wklęsłego obszaru o zarysie czworokąta, otoczonego wałem i biegnącym na zewnątrz rowem o stromych ścianach i o przekroju poprzecznym w kształcie litery "V". Do środka wiodła otwarta brama w wale, czasami dwie bramy, z różnych stron, często od wschodu, ale nigdy od północy. Brama stanowiła przerwę w wale, ale nie w rowie. Wymiary tych obiektów są bardzo różne – od 50 do 200 m, zwykle 70 do 90 m, a ich powierzchnia wynosi od 1600 m² do 25000 m².
Wewnątrz niektórych szańców znajdują się pozostałości podziemnych i naziemnych budowli, czasami szyby o głębokości od kilku do 35 metrów (najgłębszy w Holzhausen koło Monachium). W szybach znaleziono figury, kości ludzkie oraz wiele innych przedmiotów. Większość powierzchni szańców była niezabudowana.
Najwięcej takich budowli znaleziono na obszarze południowych Niemiec i Austrii – ok. 250, około 30 koncentruje się nad dolną Sekwaną, ok. 10 znajduje się na terenie Czech. Jeden, jeszcze nie przebadany obiekt, znajduje się na Morawach w miejscowości Ludéřov.